# 群馬県道315号大原境三ツ木線

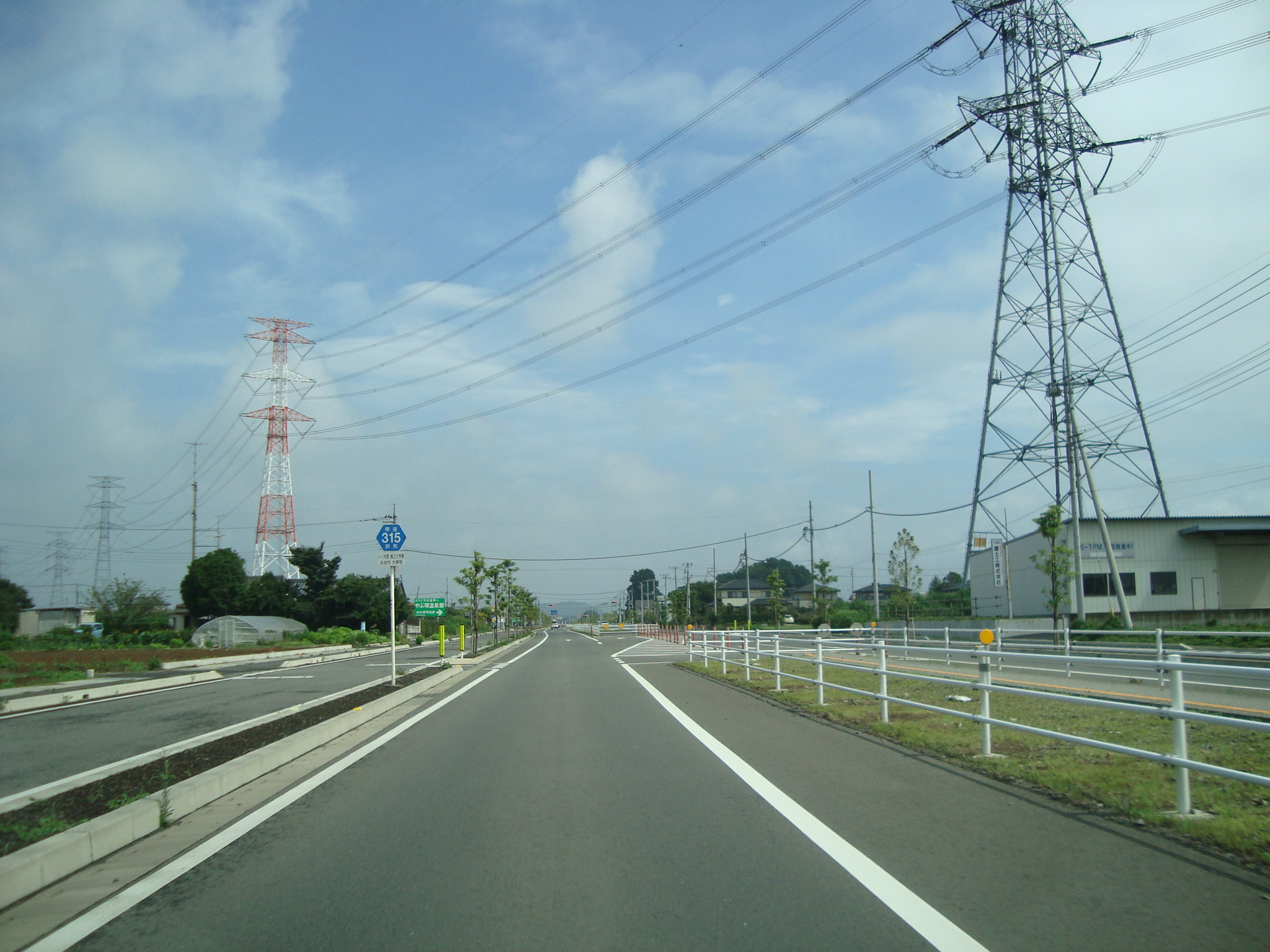
群馬県太田市大原町付近

群馬県道315号大原境三ツ木線（ぐんまけんどう315ごう おおばらさかいみつぎせん）は群馬県太田市大原町から伊勢崎市境三ツ木に至る一般県道である。

## 概要
太田市と伊勢崎市の市境付近を群馬県道69号大間々世良田線の西側に並行する形で走っている。
起点から北関東自動車道太田藪塚インターチェンジまでは片側2車線で再整備されている。
また、同インターチェンジの料金所から本線交差点までのランプも本路線の支線扱いとなっている。

### 路線データ
- 起点：太田市大原町（群馬県道68号桐生伊勢崎線交点〈大原上西交差点〉）[注釈 1]
- 終点：伊勢崎市境三ツ木143番の1（群馬県道312号太田境東線交点〈三ツ木橋東交差点〉）[注釈 2]

## 歴史
- 1959年（昭和34年）9月18日：群馬県より現・道路法に基づき、県道大原境線（新田郡藪塚本町大字大原 - 佐波郡境町大字三ツ木、整理番号175）として路線認定される[1]。
  - 同日、前身路線にあたる旧・県道大原境線（新田郡藪塚本町 - 佐波郡境町、整理番号133）が路線廃止される[2]。

## 地理

### 通過する自治体
- 群馬県
  - 太田市
  - 伊勢崎市

### 交差する主な道路
- 群馬県道68号桐生伊勢崎線 - 起点
- 群馬県道294号国定藪塚線（現道） - 太田市大原町
- 北関東自動車道（太田藪塚IC） - 太田市大原町
- 群馬県道294号国定藪塚線（北関東道側道） - 太田市大久保町
- 群馬県道39号足利伊勢崎線 - 太田市新田大町（新田大町交差点）
- 群馬県道2号前橋館林線 - 太田市新田大根町（新田大根町交差点）
- 群馬県道292号伊勢崎新田上江田線 - 太田市上田中町（いずみ団地入口交差点）
- 群馬県道312号太田境東線 - 終点